# Lausanne-Sports Aviron
Pour les articles homonymes, voir Lausanne-Sports (homonymie).
 (février 2023).
Si vous disposez d'ouvrages ou d'articles de référence ou si vous connaissez des sites web de qualité traitant du thème abordé ici, merci de compléter l'article en donnant les références utiles à sa vérifiabilité et en les liant à la section « Notes et références ».
Lausanne-Sports Aviron est un club d'aviron de Lausanne fondé en 1916, membre de la fédération suisse des sociétés d'aviron.

## Historique
Le Lausanne-Sports Aviron est né le 21 juin 1916. La société s'installe en 1921 dans les locaux de l'UNOL à Ouchy. Le 4 septembre 1976, le club déménage dans les locaux du Centre Romand d'Aviron à Vidy.
En 2020, le club comporte plus de 350 membres. La grande partie des membres font de l'aviron comme loisir et participent aussi à des déplacements tel que la Vogalonga ou la descente de la Vltava. 
Les couleurs du club sont le bleu et le blanc.

## Palmarès
Le club est champion suisse en skiff sénior hommes en 1978, 1979, 1980, 1981, 1982, champion suisse en quatre de couple sénior hommes en 1982 et 1985. En 1979, il obtient la 10e place aux championnats du monde à Bled en skiff sénior hommes, en 1980 la 7e place aux Jeux olympiques de Moscou en skiff sénior hommes et en 1981, la 10e place aux championnats du monde à Munich en skiff sénior hommes.
Il est champion suisse junior en double femmes et champion du monde junior en double femmes en 1994, champion suisse junior en double hommes et champion suisse junior en quatre de couple hommes en 2000 où il obtient également la 9e place aux championnats du monde junior en quatre de couple hommes. En 2002, il est champion suisse en quatre sans barreur et il prend la 8e place aux championnats du monde des moins de 23 ans en deux sans poids légers hommes; champion suisse en quatre sans barreur, champion suisse junior en double femmes, et champion suisse junior en skiff femmes en 2003 avec une 9e place aux championnats du monde junior en double femmes. En 2004, il est 5e club aux Championnats suisses et champion suisse en quatre de couple femmes.
En 2005, le club est 3e club suisse aux championnats suisses, champion suisse en skiff homme poids légers, champion suisse en quatre de couple hommes poids légers, champion suisse en double femmes 6e aux championnats du monde des moins de 23 ans en skiff poids légères. 
En 2006, 3e club suisse aux championnats suisses, champion suisse en double femmes poids légères, 8e aux championnats du monde des moins de 23 ans en quatre sans poids légers, 7e aux championnats du monde universitaire en double poids légers.
En 2007, le club est élu "meilleur club sportif vaudois". Il est premier club aux championnats suisses et champion suisse en poids légers hommes d'ergomètre, en skiff cadets, en double cadets, en quatre de couple cadets, en skiff minimes garçons ainsi qu'en cadets garçons d'ergomètre. Il obtient la 7e place aux championnats du monde des moins de 23 ans en double poids légères, la 9e place aux championnats du monde des moins de 23 ans en quatre de couple hommes et la 11e place aux championnats du monde junior en double hommes et participe aux championnats du monde en double poids légers ainsi qu'aux championnats du monde junior en quatre de couple hommes.
En 2008, Lausanne-Sports Aviron est à nouveau premier club aux championnats suisses  avec 7 titres. Il obtient la 2e place à la Coupe de la Jeunesse en deux de couple juniors hommes, la 4e place aux championnats du monde juniors en quatre de couple juniors hommes et la 2e place aux championnats du monde universitaires en skiff poids légère. Il gagne à nouveau les championnats romands avec un total de 13 titres.
En 2009, le Lausanne-Sports Aviron est premier club aux championnats suisses pour la troisième fois consécutive, avec 8 titres. Au classement des points, il totalise autant de points que les deuxième et troisième clubs suisses réunis. Le club se classe premier aux championnats romands pour la quatrième année consécutive en remportant un total de 10 titres.
En 2010, le Lausanne-Sports Aviron est premier club aux championnats suisses pour la quatrième fois consécutive, avec 6 titres et au moins une médaille dans chaque catégorie d'âge féminin et masculin. Il remporte également le challenge du meilleur club formateur. Il obtient un titre de champion du monde en quatre avec barreur juniors et une 2e place à la Coupe de la Jeunesse en deux sans barreur juniors femmes. Il représente aussi la Suisse en skiff junior homme lors des premiers Jeux olympiques de la jeunesse (Youth Olympic Games) qui ont eu lieu à Singapour.
En 2011, le Lausanne-Sports Aviron est premier club aux championnats suisses pour la cinquième fois consécutive, avec 11 titres et 19 bateaux médaillés. Il remporte à nouveau le challenge du meilleur club formateur. Il gagne également le classement des points des Swiss Indoors (Championnats Suisses d'Ergomètre). Il obtient une médaille de bronze en quatre de couple aux Championnats du Monde des moins de 23 ans à Amsterdam.
En 2012, le Lausanne-Sports Aviron est premier club aux championnats suisses pour la sixième fois consécutive. Il gagne à nouveau le classement des points des Swiss Indoors (Championnats Suisses d'Ergomètre). Il obtient deux médailles d'argent aux Championnats du Monde Juniors à Bled (SLO) et une médaille de bronze en deux de couple aux Championnats du Monde Juniors à Plovdiv. Il participe également à la 12e place aux Jeux Olympiques de Londres du quatre de couple Suisse dans lequel Augustin Maillefer est chef de nage.
En 2013, le Lausanne-Sports Aviron est premier club aux championnats suisses pour la septième fois consécutive. Il obtient un titre de champion du monde U-23 en quatre de couple à Linz (AUT) et une sixième place aux championnats du monde en quatre de couple hommes à Chung-ju (KOR).
En 2014, le Lausanne-Sports Aviron est à nouveau premier club aux championnats suisses. C'est la huitième fois consécutive. Il obtient le titre de champion du monde U-23 en quatre de couple et la médaille de bronze en quatre de couple poids légères femmes aux championnats du monde U-23 de Varese (ITA).
En 2015, le Lausanne-Sports Aviron perd son titre de meilleur club suisse, mais gagne néanmoins 5 titres de Champions Suisses chez les séniors et un total de 12 médailles lors de Championnats Suisses 2015. Il obtient une 3e place aux Championnats du Monde U-23 de Plovdiv (BUL) en deux de couple poids légères femmes. Lors des Championnats du Monde d'Aiguebelette (FRA) deux rameurs du club sont dans le 4x qui se qualifie pour les Jeux olympiques d'été de 2016.
2016 est l'année du 100e anniversaire du Lausanne-Sports Aviron et est l'occasion de nombreux évènements organisés autour de cet anniversaire. Les bâtiments qui abritent le club sont rénovés. Un livre relatant l'histoire du club pendant ses cent premières années d'existence est publié . Le Lausanne-Sports Aviron achemine la Flamme Olympique jusqu'au Musée Olympique par le lac Léman en huit lors de son escale en Suisse en route pour les Jeux Olympiques de Rio. Une soirée de gala est organisée pour fêter le centenaire. Le Lausanne-Sports Aviron organise également l'Assemblée des Délégués de la Fédération Suisse des Sociétés d'Aviron à Lausanne. En ce qui concerne les résultats du club lors des compétitions majeurs de l'année 2016, les rameurs du Lausanne-Sports Aviron remportent 11 médailles lors des Championnats Suisses dont 3 titres. Deux titres supplémentaires de Champion Suisses sont remportés sur ergomètre. Le club obtient une médaille de bronze lors de la Coupe du Monde de Lucerne, et a deux rameurs qui prennent part aux Jeux olympiques de Rio dans la course du quatre de couple hommes, où ils prennent la 7e place.
En 2018, Un rameur du Lausanne-Sports Aviron monte pour la première fois dans l'histoire du club sur le podium des Championnats du Monde séniors. C'est Barnabé Delarze qui est Vice-Champion du Monde en M2x. Le Lausanne-Sports Aviron gagne également 3 titres aux Championnats Suisses d'Aviron et deux aux Championnats Suisses d'Ergomètre.
En 2019, un rameur du Lausanne-Sports Aviron (Barnabé Delarze) gagne la Coupe du Monde en M2x. Deux rameurs du club sont également dans les bateaux suisses (M2x et M4-) qui se qualifient pour les Jeux olympiques d'été de 2020. Au niveau national, le Lausanne-Sports Aviron gagne 3 titres aux Championnats Suisses d'Aviron et deux aux Championnats Suisses d'Ergomètre. Il prend également la 3ème place du classement national des clubs formateurs.
En 2020, le record suisse sur ergomètre est battu par Barnabé Delarze en catégorie séniors hommes. Les entraînements et la saison de compétition sont très fortement perturbés par la pandémie de COVID19. Le traditionnel stage de Pâques est annulé. Seule une régate nationale a lieu fin août. Les Championnats Suisses d'Aviron sont repoussés en Septembre, et le Lausanne-Sports Aviron y prend la 2ème place au classement des clubs, il est sacré Meilleur Club Suisse pour la Formation des Jeunes, et ses athlètes remportent 5 titres de Champions Suisses.
En 2021, la pandémie de COVID19 perturbe encore fortement les activités du club. Le club arrive toutefois à organiser un stage de deux semaines à Pâques pour les jeunes compétiteurs. Les Jeux Olympiques de Tokyo 2020 ont finalement lieu avec près d'un an de retard, et deux athlètes du club y participent. Barnabé Delarze prend la 5ème place en M2x et Frédérique Rol finit à la 7ème place en LW2x. Les Swiss Indoors sont organisés en ligne et Barnabé Delarze remporte cette compétition chez les séniors hommes, alors qu'Emilien Studer la remporte également chez les minimes garçons. Les Championnats Suisses d'Aviron sont à nouveau repoussés en Septembre, et le Lausanne-Sports Aviron y remporte 6 titres de Champion Suisse et gagne à nouveau le titre du Meilleur Club Suisses en matière de Formation des Jeunes. Enfin, la première régate Suisse d'Aviron de Mer est organisée par le Lausanne-Sports Aviron à la mi-octobre.
Au-delà des résultats obtenus sur plan d'eau intérieur, le club est aussi présent avec succès sur les championnats du monde d'aviron de mer des clubs : champion du monde en 2008 (San Remo) et vice-champion du monde en 2009 (Plymouth). Sur l'ergomètre, le Lausanne-Sports Aviron est le meilleur club romand par équipe depuis 2004 (série en cours en 2013) et a obtenu des titres de champion suisse en 2007 (poids légers et cadets), 2009 (juniors et cadets), 2010 (juniors et cadettes), 2011 (juniors hommes, juniors femmes, cadets), 2012 (juniors hommes) et 2013 (poids légères femmes et seniors hommes) et 2014 (poids légères femmes et séniors hommes).